# Lewicowa Unia dla Socjalistycznej Demokracji
Lewicowa Unia dla Socjalistycznej Demokracji (UEDS) – nieistniejąca już portugalska lewicowa partia polityczna założona w styczniu 1978 roku. Miała ona swoje początki w Socjalistycznym Stowarzyszeniu Kulturowym – Bractwie Robotniczym, organizacji socjalistycznej. W jej skład wchodzili też początkowo niezależni członkowie zbliżeni do Partii Socjalistycznej.
UEDS uczestniczyła w wyborach 1980 roku, w koalicji z Partią Socjalistyczną oraz Niezależną Socjaldemokratyczną Akcją, tworząc Republikański i Socjalistyczny Front. W kolejnych wyborach członkowie UEDS znaleźli się na listach wyborczych Partii Socjalistycznej. Podczas wyborów prezydenckich w 1986 roku, część członków UEDS poparła Mário Soaresa, podczas gdy inni – Maria de Lurdes Pintasilgo.
Partia została rozwiązana w 1986 roku, a część jej aktywistów przyłączyło się do Partii Socjalistycznej.